# Ormonde

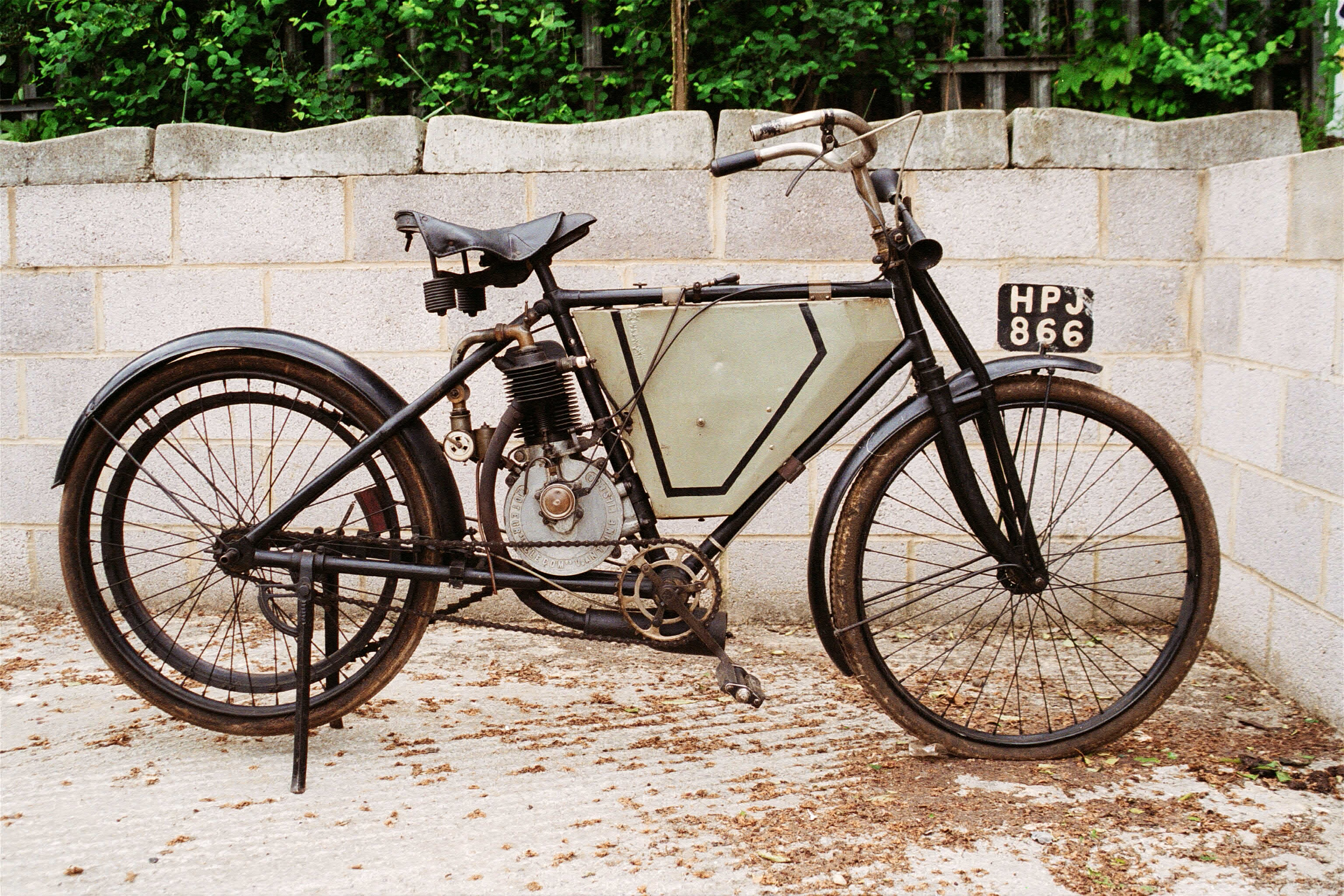
Deze Ormonde uit 1902 heeft niet alleen een Antoine-motorblok, maar is geheel identiek aan een Antoine-motorfiets uit die periode

Ormonde is een historisch merk van motorfietsen.
Ormonde Motor Co., London.
Engels merk dat al in 1900 begon met de productie van gemotoriseerde fietsen met 2¼-, 2¾- en 3½ pk Kelecom-Antoine-motoren. De blokken waren achterover gekanteld onder het zadel aangebracht. Ormonde was de voorloper van Velocette en verdween in 1905 van de markt. Waarschijnlijk waren de Ormonde-motorfietsen niet in Engeland geproduceerd, maar waren dit Antoine-motorfietsen met een ander logo op de tank. Ormondes waren echter in 1902 ook leverbaar met een voorspan.